# Katharina Kühn
Katharina Kühn (Amburgo, 1º ottobre 1980) è un'ex cestista tedesca.
Alta 191 cm, giocava come centro.

## Carriera
Con la Germania ha disputato due edizioni dei Campionati europei (2007, 2011).